# Willebadessen
Willebadessen è una città di 8 133 abitanti della Renania Settentrionale-Vestfalia, in Germania.
Appartiene al distretto governativo (Regierungsbezirk) di Detmold ed al circondario (Kreis) di Höxter (targa HX).